# Konståret 2004

## Händelser

### Januari
- 16 januari – Zvi Mazel, israelisk ambassadör i Sverige, förstör ett konstverk vid Historiska museets vernissage där ett fotografi av en självmordsbombare förekommer.[1]

### Maj
- 5 maj – Pablo Picassos Pojke med pipa från 1905 säljs i New York för motsvarande 800 miljoner SEK.[1]

### Augusti
- 22 augusti – Edvard Munchs Skriet stjäls på Munchmuseet i Oslo av beväpnade rånare. Ramarna och flyktbilen hittas senare under kvällen, och även i Sverige går rikslarmet.[1]

### September
- 9 september – På Medborgarplatsen i Stockholm avtäcks ett minnesmärke i glas, signerat Leif Bolter, över Anna Lindh.[1]
- 15 september – Rembrandts målning Minerva i hennes studio ankommer till Stockholm, värderad till 340 miljoner SEK, för att ställas ut hos Åmells konsthandel för spekulanter. Det är den dittills dyraste tavlan som saluförts i Sverige.[1]

### Okänt datum
- Prins Eugen-medaljen tilldelas Kajsa Mattas, skulptör, Hans Wigert, målare och grafiker, Kerstin Öhlin-Lejonklou, silversmed, Kristian Gullichsen, finländsk arkitekt, och Hreinn Fridfinnsson, isländsk konstnär.
- Jeremy Deller tilldelades Turnerpriset.
- Lilla Å-promenaden invigs i Örebro.

## Verk

### Skulpturer
Bronsbysten Bodhi av Fredrik Wretman invigs i augusti.

## Utställningar
- Edward Delaney på Royal Hibernian Academy.
- Erich Heckel arbeten på 1920-talet på Brücke-Museum Berlin.
- Paul Henry på National Gallery of Ireland.
- Edward Hopper på Tate Britain.
- Jim Dine på National Gallery of Art.
- Cowparade visades i Stockholm

## Avlidna
- 5 januari - Ewert Karlsson, 85, svensk konstnär och karikatyrtecknare, signaturen EWK.
- 10 januari - Kalle Tavla (född 1931), svensk konstnär och vissångare.
- 9 februari - Nils Aas, 70, norsk skulptör.
- 17 februari - Ola Backström, 51, svensk musiker och konstnär.
- 27 maj - Werner Tübke, 74, tysk målare och grafiker.
- 3 juli - Torun Bülow-Hübe, 76, svensk silversmed och konstnär.
- 10 juli - Gunnar Brusewitz, 79, svensk författare, konstnär och tecknare.
- 17 juli - Leif Nielsen (född 1920), dansk gallerist, konstnär och restaurangman.
- 20 augusti - Lars Frost (född 1922), svensk konstnär.
- 7 november - Lars Hillersberg, 67, konstnär, tecknare och satiriker.
- 25 november - Ed Paschke (född 1939), amerikansk konstnär.
- 26 december -  Charles Biederman, amerikansk konstnär.

### Fotnoter
1. 1 2 3 4 5   När Var Hur 2005. DN